# Russel L. Honoré

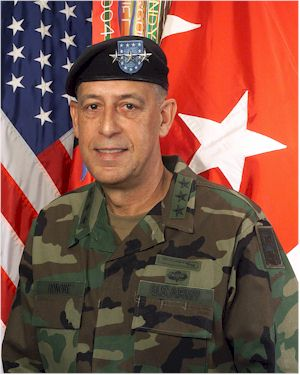
Russel L. Honoré (2005)

Russel L. Honoré (* 1947 in Lakeland, Louisiana) ist Lieutenant General der US Army im Ruhestand und war von 2004 bis zu seiner Pensionierung 2008 Kommandierender General der 1. US-Armee in Fort Gillem, Georgia. Seit seinem Ruhestand betätigt er sich unter anderem als Umwelt- und Bürgerrechtsaktivist.

## Leben
Er ist teilweise afro-amerikanischer Herkunft. Honoré wurde die Verantwortung für die militärische Hilfestellungen im Rahmen der Katastrophenhilfe nach Hurrikan Katrina in den Südstaaten Mississippi, Alabama und Louisiana übertragen. Dort wurde er unter anderem von dem Bürgermeister von New Orleans, Ray Nagin, für seinen direkten Einsatz gelobt.
Vor diesem Einsatz hatte er Kommandoposten innerhalb der USA sowie Deutschland, Niederlande, Saudi-Arabien und Korea inne, darunter 2000 bis 2002 das Kommando über die 2. US-Infanteriedivision.
Seit seinem Ruhestand engagiert sich Russel L. Honoré gegen Umweltrassismus und für die Ungleichung regionaler öffentlicher Gesundheit, insbesondere im Kontext der Cancer Alley (des „Krebskorridors“) zwischen New Orleans und Baton Rouge.
Nach dem Sturm auf das US-Kapitol in Washington am 6. Januar 2021 kündigte Nancy Pelosi an, Honoré werde alle Sicherheitsvorkehrungen überprüfen.

## Auszeichnungen
Auswahl der Dekorationen, sortiert in Anlehnung der Order of Precedence of Military Awards:
- Defense Distinguished Service Medal (2 ×)
- Army Distinguished Service Medal
- Defense Superior Service Medal
- Legion of Merit (5 ×)
- Bronze Star
- Defense Meritorious Service Medal
- Meritorious Service Medal (4 ×)
- Army Commendation Medal (4 ×)
- Army Achievement Medal
- National Defense Service Medal (3 ×)
- Southwest Asia Service Medal (2 ×)